# San Roque González de Santa Cruz (Paraguay)
San Roque González de Santa Cruz es un distrito paraguayo del Departamento de Paraguarí. Se encuentra, aproximadamente a 97 km de la ciudad de Asunción, a la cual se accede por la Ruta PY01. Es conocida como la Cuna de la libertad en América.

## Historia
A un año de haberse fundado la ciudad de Asunción, que después sería la capital de la República del Paraguay, en el año 1538, el gobernador Domingo Martínez de Irala, procedió a fundar un poblado llamado Tavapy, sobre la base de una población esencialmente indígena. 
En esa misma zona también los Dominicos tenían sus bienes y administraban Tavapy, poblado-estancia conformado por indígenas y personas de raza negra, estos fueron llevados allá como esclavos para el trabajo en el campo.
Después esa ciudad pasaría a denominarse Beato Roque González de Santacruz, siendo posteriormente llamada San Roque González de Santa Cruz en honor al primer Santo Paraguayo.
Padre Roque González de Santacruz
Fue el primer paraguayo, que ascendió a los altares por beatificación ordenada en la bula del Papa Pío XI, en 1934 y en 1988 fue canonizado por Juan Pablo II, durante su visita realizada al Paraguay. 
Roque González de Santacruz, nació en Asunción en el año 1576, y pertenecía a una antigua familia de conquistadores, a los 22 años fue ordenado sacerdote y el Obispo Martín Ignacio de Loyola le nombró párroco de la catedral de Asunción. En el año 1609 entró en la Compañía de Jesús. 
En 1611 fue nombrado superior de San Ignacio Guazú, la primera reducción Jesuítica en Paraguay. El 15 de noviembre de 1628, luego de celebrar misa, en lo que sería una reducción cerca de Caaró (hoy territorio Brasilero) fue asesinado por el cacique Nezú, su corazón y el hacha de piedra que se usó para matarlo fueron llevados a Roma.

## Geografía
El distrito de San Roque González de Santacruz, se encuentra situado en el centro del Departamento de Paraguarí, la parte central se caracteriza por ser un gran valle con suaves elevaciones, tierras planas y onduladas, forman grandes valles cubiertos de pastos naturales, que son muy aptos para la ganadería. 
El distrito cuenta con una superficie de 293 km², la gran mayoría de su población se encuentra en el sector rural. Limita al norte con Carapeguá, al sur con Quiindy, al este con Acahay y su cerro homónimo, y al oeste el Departamento Central.

## Hidrografía
El distrito de San Roque González de Santacruz, se encuentra regada por las aguas de los arroyos Aguai-hy-mi, el arroyo Ñandypay y un especial interés, desde la perspectiva hidrográfica, reviste el Lago Ypoá, cuyas aguas drenan en la cuenca del Río Paraguay.

## Demografía

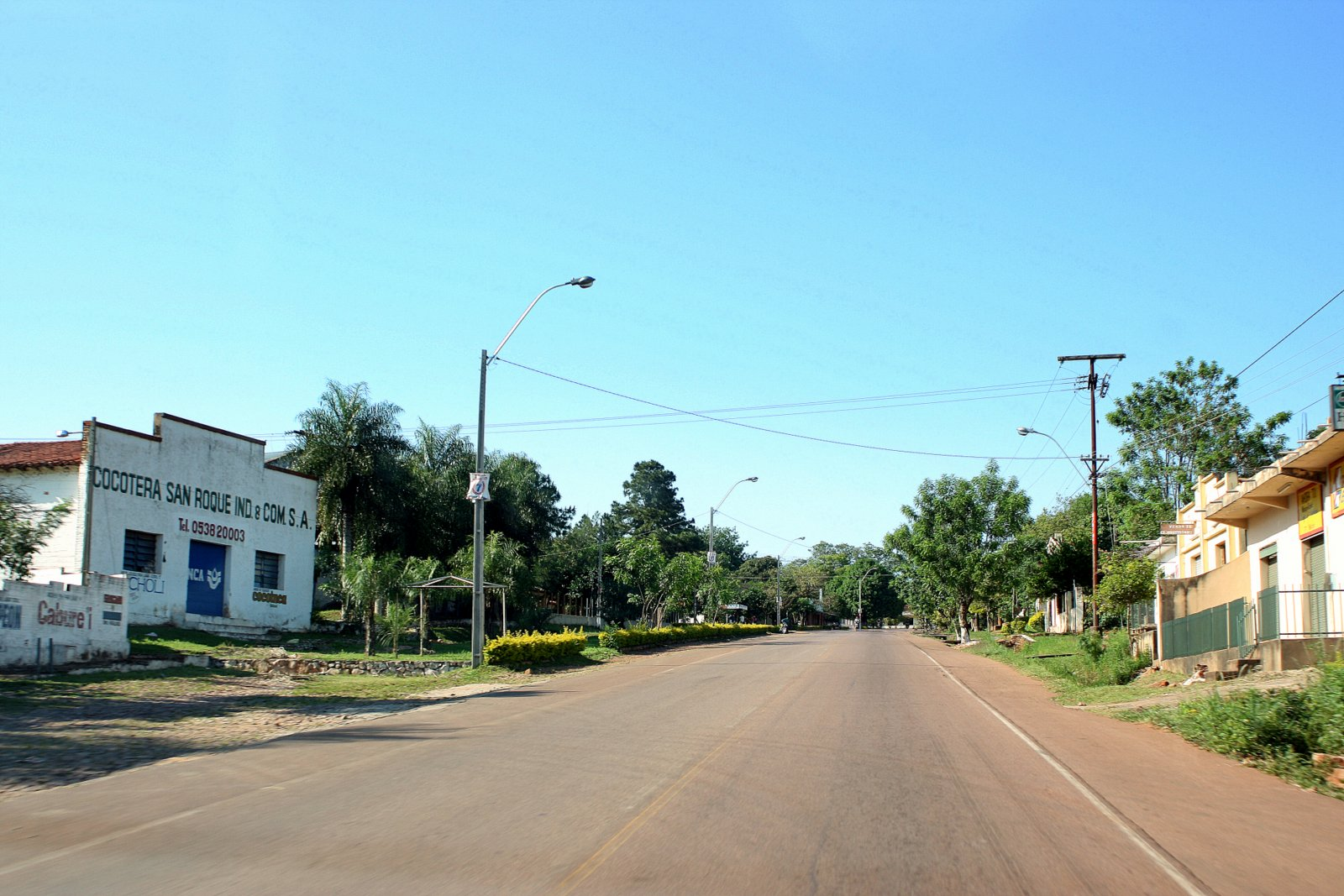
Acceso a la ciudad por la Ruta PY01

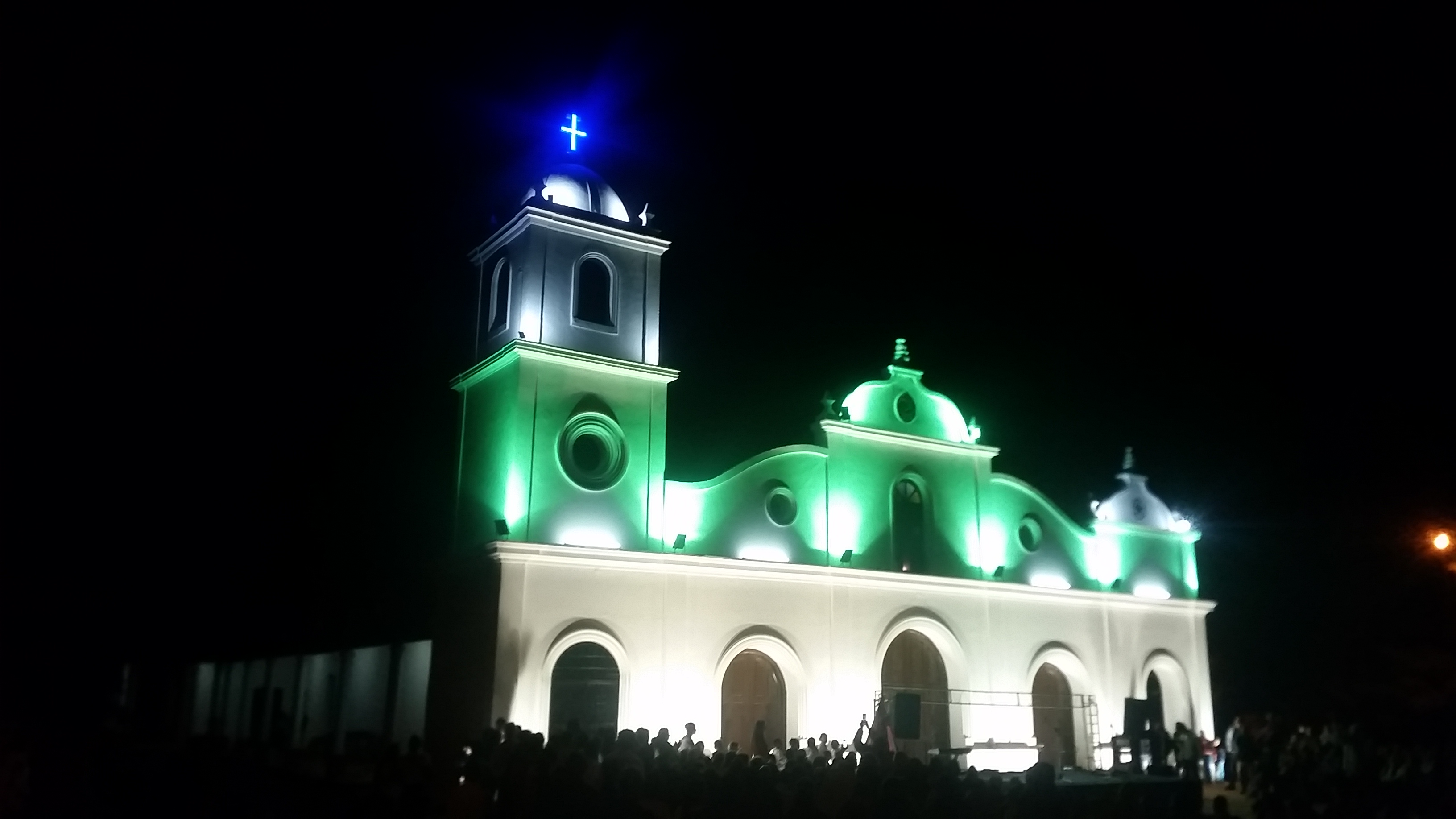
Iglesia de San Roque González

De acuerdo a los datos proveídos por el censo paraguayo de 2022, la población total del distrito es de 9 637 habitantes.

## Economía
Los pobladores de este distrito se dedican a la actividad agrícola, ganadera, se destaca la recogida de [coco], siendo esta un producción masiva, como así también el cultivo de algodón, mandioca, caña de azúcar, entre otros, pero sobre todo, el cultivo es de autoconsumo. 
En lo que respecta a la actividad ganadera cuentan sobre todo con ganado vacuno aunque hay una producción familiar de chanchos y animales de granja.

## Infraestructura
La principal vía de comunicación es la Ruta N.º 1, carretera asfaltada que pasa por Paraguarí, capital del Departamento, y otras localidades importantes hasta llegar a San Roque González de Santa Cruz-Tavapy, los demás caminos son terraplenados y unen a las "compañías" con el núcleo urbano.

## Turismo
Como punto de interés cuenta con un parque ecológico, el Monumento Natural Cerro Acahay, donde se pueden realizar safaris y paseos y el Lago Ypoá con su parque nacional, que sirven de distracciones y esparcimientos para toda la familia.
Cuenta con un Centro Cultural "Centro Cultural Tavapy" que ofrece muchas representaciones folklóricas, con el elenco floklórico local, y atención a los que les interesa conocer el entorno natural.
Yvaga rapé, Turismo rural y ecológico, de más de 20 hectáreas de exuberante vegetación que revela la auténtica vida del campo paraguayo. Este maravilloso rincón cuyo nombre traducido al español claramente expresado "Camino al cielo" abre sus tranqueras para quienes buscan descanso, vida familiar, experiencias puras de contacto con la naturaleza.